# Lista de organismos com nomes de entidades brasileiras

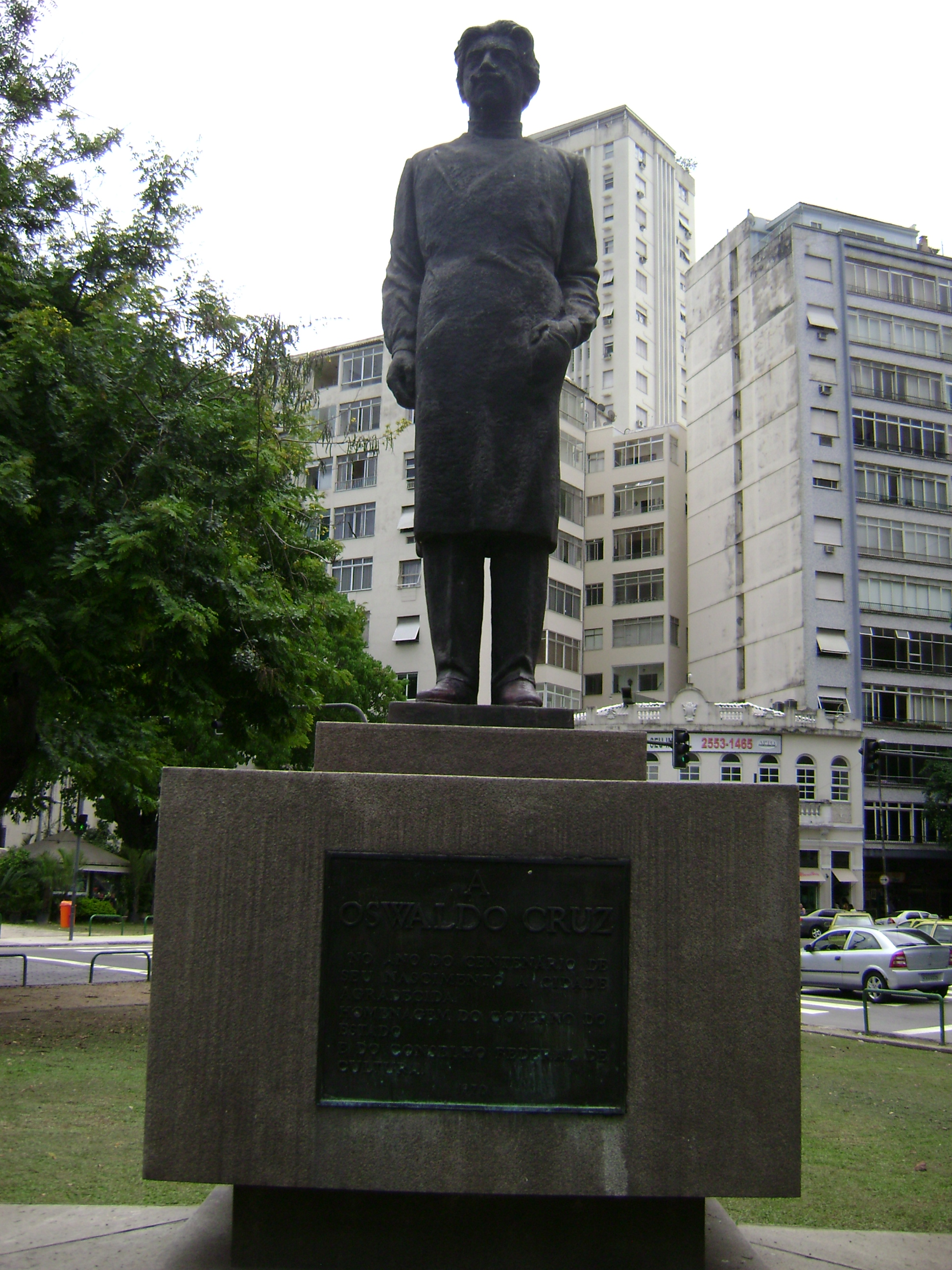
Estátua de Oswaldo Cruz, um dos brasileiros homenageados com nome em um organismo vivo denominado Trypanosoma cruzi.

Na nomenclatura biológica, os organismos podem receber nomes científicos que honram pessoas, instituições e lugares. Um táxon nomeado em homenagem a uma entidade é um táxon de mesmo nome porém com terminações. Seguindo as regras da gramática latina, nomes de espécies ou subespécies derivados do nome de um homem geralmente terminam em -i ou -iise e aqueles nomeados para uma mulher geralmente terminam em -ae.
Esta lista inclui organismos nomeados para entidades fictícias, para biólogos e outros cientistas naturais ou conjuntos famosos (incluindo bandas e times), grupos étnicos e lugares populosos. Os nomes científicos são dados como originalmente descritos (seus basiônicos): pesquisas subsequentes a esta listagem podem colocar as espécies em diferentes gêneros, ou ter tornar sinônimos taxonômicos de táxons descritos anteriormente. 

## Nota
Esta lista é baseada na List of organisms named after famous people, porém lista somente entidades brasileiras.

## Lista

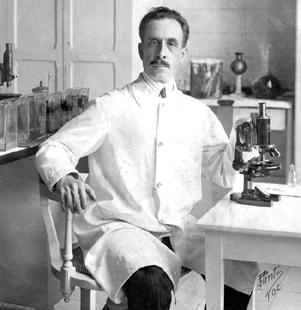
Carlos Chagas no Instituto Oswaldo Cruz - homenageado com nome em um organismo vivo denominado Leischimania chagasi.

Augusto Ruschi naturalista homenageado com nome em três organismos vivos diferentes.

| Espécie | Homenagem                      | Descrição                                 | Fonte                       |
| Extraordinarius andrematosi | Andre Coelho Matos             | Vocalista brasileiro da banda Angra       | [ 1 ]                       |
| Lavajatus moroi | Sergio Fernando Moro           | Juiz e Ministro da Justiça (2019- )       | [ 2 ]                       |
| Eulaema atleticana | Clube Atlético Mineiro         | Clube de futebol brasileiro               | [ 3 ]                       |
| Terebellides sepultura | Banda Sepultura                | Banda mineira de heavy metal              | [ 4 ]                       |
| Aeschynomene chicocesariana | Francisco César Gonçalves      | Cantor e compositor brasileiro            | [ 5 ]                       |
| Trypanosoma cruzi | Oswaldo Gonçalves Cruz         | Médico e bacteriologista brasileiro       | [ 6 ]                       |
| Burlemarxia spiralis | Roberto Burle Marx             | Artista plástico brasileiro               | [ 7 ]                       |
| Dinizia excelsa | José Antônio Picanço Diniz     | Biofísico e pesquisador brasileiro        | [ 8 ]                       |
| Ceratobasidium niltonsouzanum | Nilton Luiz de Souza           | Professor Nilton Souza (1943-2007)        | [ 9 ]                       |
| Ceratobasidium chavesanum | Augusto Chaves Batista         | Fitopatologista da Universidade de Recife | [ 10 ]                      |
| Elga newtonsantosi | Nílton dos Reis Santos         | Odonatólogo brasileiro Newton Santos      | [ 11 ]                      |
| Família Velloziaceae | José Mariano da C. Vellozo     | Botânico e Naturalista brasileiro         | [ 12 ]                      |
| Maaradactylus kellneri | Alexander Wilhelm A. Kellner   | Paleontólogo brasileiro                   | [ 13 ]                      |
| Keresdrakon vilsoni | Vilson Greinert                | Preparador de fósseis brasileiro          | [ 14 ]                      |
| Gnathovorax cabreirai | Sergio Furtado Cabreira        | Odontólogo e Doutor em geociências        | [ 15 ]                      |
| Bagualosaurus agudoensis | Município de Agudo             | Município do Rio Grande do Sul            | [ 16 ]                      |
| Macrocollum itaquii | José Jerundino M. Itaqui       | Cocriador do CAPPA/UFSM                   | [ 17 ]                      |
| Triunfosaurus leonardii | Giuseppe Leonardi              | Padre e Paleontólogo naturalizado         | [ 18 ]                      |
| Ixalerpeton polesinensis | São João do Polêsine           | Cidade do Rio Grande do Sul               | [ 19 ]                      |
| Bothrops otavioi | Otávio Augusto V. Marques      | Herpetólogo e diretor do Butantan         | [ 20 ]                      |
| Buriolestes schultzi | Cesar Leandro Schultz          | Paleontólogo brasileiro                   | [ 21 ]                      |
| Caupedactylus ybaka | Caupe – Afrodite indígena      | Deidade na mitologia tupi-guarani         | [ 22 ]                      |
| Barreirosuchus franciscoi | Cledinei Aparecido Francisco   | Paleontólogo brasileiro                   | [ 23 ]                      |
| Campinasuchus dinizi | Izonel Queiroz Diniz Neto      | Dono da fazenda local do fóssil           | [ 24 ]                      |
| Caryonosuchus pricei | Llewellyn Ivor Price           | Paleontólogo brasileiro                   | [ 25 ]                      |
| Decuriasuchus quartacolonia | Quarta colônia                 | Região do Rio Grande do Sul               | [ 26 ]                      |
| Pepesuchus deiseae | Deise Dias Rêgo Henriques      | Paleontóloga brasileira                   | [ 27 ]                      |
| Oxalaia quilombensis | Oxalá                          | Deidade na mitologia africana             | [ 28 ]                      |
| Pampadromaeus barberenai | Mário Costa Barberena          | Paleontólogo brasileiro                   | [ 29 ]                      |
| Aratinga pintoi (Sin. A. maculata) | Olivério Mário de O. Pinto     | Ornitólogo brasileiro                     | [ 30 ]                      |
| Bokermannohyla nanuzae | Nanuza Luiza de Menezes        | Botânica brasileira                       | [ 31 ]                      |
| Burlemarxia rodriguesii Glaphyropoma rodriguesi Pantepuisaurus rodriguesi Cycloramphus migueli | Miguel Trefault U. Rodrigues   | Zoólogo brasileiro                        | [ 32 ] [ 33 ] [ 34 ] [ 35 ] |
| Dendropsophus ruschii Abrawayaomys ruschii Begonia ruschii | Augusto Ruschi                 | Ecologista e naturalista brasileiro       | [ 36 ] [ 37 ] [ 38 ]        |
| Scytalopus gonzagai | Luís Antônio P. Gonzaga        | Taxonomista e ornitólogo brasileiro       | [ 39 ]                      |
| Arachis pintoi | Geraldo C. Pinto               | Professor aposentado da UFBA              | [ 40 ]                      |
| Anhanguera araripensis | Chapada do Araripe             | Região do Ceará                           | [ 41 ]                      |
| Carolocoutoia ferigoloi | Jorge Ferigolo                 | Paleontólogo brasileiro                   | [ 42 ]                      |
| Cycloramphus izecksohni | Eugenio Izecksohn              | Zoólogo brasileiro                        | [ 43 ]                      |
| Crossodactylus caramaschi | Ulisses caramaschi             | Zoólogo brasileiro                        | [ 44 ]                      |
| Austrohahnia melloleitaoi Chaco melloleitaoi Coryphasia melloleitaoi Hibana melloleitaoi Idiops melloleitaoi Linothele melloleitaoi Mangora melloleitaoi Mastophora melloleitaoi Misumenops melloleitaoi Naubolus melloleitaoi Phrynarachne melloleitaoi Stenoterommata melloleitaoi Zygoballus melloleitaoi | Cândido F. de Mello Leitão     | Aracnólogo e biogeógrafo brasileiro       |                             |
| Leischimania chagasi | Carlos J. Ribeiro Chagas       | Médico e bacteriologista brasileiro       | [ 45 ]                      |
| Pterinopelma sazimai | Ivan Sazima                    | Zoologista brasileiro                     | [ 46 ]                      |
| Exucarcinus gonzagai | Luiz Gonzaga do Nascimento     | Cantor e compositor brasileiro            | [ 47 ]                      |
| Paracoccidioides lutzii Aplastodiscus lutzorum | Adolfo Lutz                    | Pai da zoologia médica brasileira         | [ 48 ] [ 49 ]               |
| Guaricicana borgesi | Clóvis Ricardo Schrappe Borges | Fundador e diretor da SPVS                | [ 50 ]                      |
| Lepanthes Suelipinii | Sueli Pereira Pini             | Desembargadora do Tribunal de Justiça     | [ 51 ]                      |